# Beowulf: The Game
Beowulf: The Game (Japans: ベオウルフ 呪われし勇者) is een computerspel dat werd ontwikkeld en uitgegeven door Ubisoft. Het spel is gebaseerd op de film Beowulf uit 2007. In Europa kwam het spel uit op op 16 november 2007.

## Verhaal
Het spel begint met Beowulf die aan een race deelneemt. Beowulf en de andere deelnemer doden een aantal krabben op het strand en vervolgen dan hun race op de zee. Tijdens de race wordt Beowulf aangevallen door een grote zeeslang. Hij bevecht de zeeslang, maar verliest. Dan wordt hij benaderd door Grendels moeder, die hem haar kampioen noemt, waarna ze hem kracht geeft. Met zijn nieuwe kracht verslaat hij de zeeslang en keert terug naar het strand.
Wanneer hij hoort dat koning Hrothgar in moeilijkheden zit, gaat Beowulf hem helpen door onder andere Grendel te verslaan. Aan het einde van het spel volgt de speler de 30 jaar die Beowulf heeft gespendeerd als koning, wat niet te zien is in de film. Tijdens dit stuk reist hij naar veel verschillende gebieden en vecht met veel verschillende soorten vijanden, waaronder grote hellehonden en trollen.

## Ontvangst
| Beoordeeld door  | Platform      | Datum            | Score |
| ---------------- | ------------- | ---------------- | ----- |
| Game Tap         | Xbox 360      | 20 november 2007 | 70%   |
| Total PC Gaming  | Windows       | 16 november 2008 | 62%   |
| GameSpot         | Windows       | 21 november 2007 | 50%   |
| GameSpot         | Xbox 360      | 21 november 2007 | 50%   |
| videogamer.com   | Xbox 360      | 21 november 2007 | 50%   |
| GameSpy          | PlayStation 3 | 13 november 2007 | 50%   |
| Worth Playing    | PlayStation 3 | 9 december 2007  | 48%   |
| EmpireOnline.com | PlayStation 3 | 9 november 2007  | 40%   |
| Gamervision      | Xbox 360      | 30 november 2007 | 40%   |
| GameDaily        | Xbox 360      | 6 december 2007  | 40%   |